# آتش‌چشم پشت‌سفید
آتش‌چشم پشت‌سفید (نام علمی: Pyriglena leuconota) نام یک گونه از سرده آتش‌چشم است.